# François Zourabichvili
François Zourabichvili (georgiano: ფრანსუა ზურაბიშვილი, 28 de agosto de 1965 - 19 de abril de 2006) fue un filósofo francés del siglo XX. Se especializó en las obras de Gilles Deleuze y de Baruch Spinoza, y a pesar de que su obra no es muy extensa, ya que fue interrumpida brutalmente, ha llegado a ser considerada entre las más importantes de fin del siglo pasado. Sus dos pequeños libros sobre Deleuze, El vocabulario de Deleuze, y Deleuze, una filosofía del acontecimiento, son una referencia importante en el estudio del pensamiento deleuziano (cabe comparar incluso su librito El vocabulario con el célebre Kant-Lexikon, de Rudolf Eisler).

## Biografía
François Zourabichvili fue hijo del compositor Nicolas Zorabichvili, sobrino de Hélène Carrère d'Encausse y primo de Emmanuel Carrère.
Egresó de filosofía en 1989, y obtuvo el doctorado en 1999; fue profesor de liceo de 1988 al 2001, luego catedrático [maître de conférences] en la Université Paul Valéry, en Montpellier. Fue asimismo director del programa del Collège international de philosophie, de 1998 a 2004.
En 2007, tras su muerte, el Colegio Internacional de Filosofía y la École normale supérieure de Francia organizaron el coloquio Les physiques de la pensée selon François Zourabichvili bajo la dirección de Bruno Clément y Frédéric Worms, reuniendo autores como Pierre Macherey, Pierre-François Moreau, Pierre Zaoui, Paola Marrati.

## Filosofía
François Zourabichvili llevó hasta el límite el quehacer de "comentarista" en filosofía, a tal punto que, quizás, no es posible leer su obra sin tener presente una reformulación notable de la idea de qué es comentar un autor. Y es que, a pesar de haber expresado una explícita admiración por Deleuze, y de haber escrito sus únicos cuatro libros sobre otros autores (y no de su filosofía, es decir, no haber escrito por su cuenta), la producción de este pensador “no puede ser evaluada en términos de influencia”, o al menos no exclusivamente. El ejercicio del «comentario», desde el punto de vista deleuziano que adoptó Zourabichvili, vendría a formar (si se permite esta analogía) parte de los "nuevos deportes", de los que habla Deleuze en Conversaciones, como el surf o la tabla de windsurf, en tanto que "son del tipo de insersión en una onda preexistente" (Pourparlers, Éd. Minuit). El comentario en filosofía para este autor, por tanto, daría cuenta «no de una presencia subyacente y autónoma del comentador, sino de una causa común del autor comentado y al autor que comenta» (Deleuze, une philosophie de l'événement, Éd. PUF). En este sentido, es muy tentador afirmar que F. Zourabichvili es un «Glenn Gould de la filosofía». 
Para este filósofo, la tarea del comentarista (historiador o crítico) es hablar siempre desde una «zona de indiscernibilidad», en la que ya no puede distinguirse lo que pertenece a los autores que se comentan y lo que pertenece a su propia voz. Así, refiriéndose al discurso indirecto libre (o estilo libre indirecto) como estilo de la obra de Deleuze, Zourabichvili sostiene que se trata de «una manera de prestar la propia voz a las palabras de otro y que termina por confundirse con su reverso, es decir, hablar por cuenta propia tomando la voz de otro» (Deleuze, una filosofía del acontecimiento, ed. Amorrortu). Como dice Deleuze mismo, pero refiriéndose a Pierre Perrault (Pourparles, 171): «Me he procurado intercesores, y así puedo decir lo que tengo que decir». 
Por otra parte, la obra de Zorabichvili sobre Spinoza es sumamente original y profunda, y ha sido celebrada, entre otros, por el spinozista-marxista Pierre Macherey  (antiguo alumno de Althusser).
- François Zouravichbili desarrolló los conceptos de literalidad y acontecimiento a partir de la obra de Deleuze.

- Asimismo, los conceptos de "física del pensamiento" y de "infancia" son transversales a toda su obra, son trabajados explícitamente en sus textos sobre Spinoza.